# Estadio Emirates Club
El Estadio Emirates Club es un estadio multipropósito utilizado principalmente para el fútbol ubicado en la ciudad de Ras Al-Khaimah de los Emiratos Árabes Unidos.

## Historia
Fue inaugurado en 2004 como la sede del Emirates Club. Cuenta con pista de atletismo, es de superficie artificial y con capacidad para más de 4000 espectadores ubicados en una sola gradería.
El estadio cuenta con permiso de la AFC para la realización de partidos oficiales de la zona asiática como la Liga de Campeones de la AFC.

## Eventos
El estadio fue una de las sedes de la Copa Mundial de Fútbol Sub-17 de 2013 en la que Emiratos Árabes Unidos fue el país organizador.